# Appel d'Heidelberg
L'appel d'Heidelberg est un texte composé par Michel Salomon, s'attachant à dénoncer « l'émergence d'une idéologie irrationnelle qui s'oppose au progrès scientifique et industriel et nuit au développement économique et social ».
Publié pour influencer la Conférence des Nations unies sur l'environnement et le développement en 1992 (sommet de la Terre de Rio de Janeiro), il a été signé par de nombreux scientifiques. Les signataires disent partager les objectifs du sommet, mais mettent en garde les gouvernements et les autorités responsables de la gestion de la planète contre la prise de décisions qui ne seraient étayées que par des arguments pseudo-scientifiques ou des données fausses et non pertinentes. Parmi les signataires et soutiens figurent environ 4 000 scientifiques et universitaires, dont 72 récipiendaires du prix Nobel,.
Il s'agit en réalité d'une initiative des lobbies du tabac et de l'amiante, qui vise à contrer les discours écologistes.

## L'appel
Publié la veille de l'ouverture de la Conférence des Nations unies sur l'environnement et le développement de 1992, l'appel d'Heidelberg est un court texte d'une dizaine de phrases qui plaide pour une écologie scientifique dans laquelle « le contrôle et la préservation soient basés sur des critères scientifiques et non sur des préconceptions irrationnelles », et défendent l'idée d'une « nécessité absolue d'aider les pays pauvres à atteindre un niveau de développement durable [...], de les protéger contre les problèmes et dangers engendrés par les pays développés ». Il a été rédigé à l'issue d'un colloque qui s'est tenu à Heidelberg en avril 1992, et se termine par la conclusion suivante : 

« Les plus grands maux qui accablent notre Terre sont l'ignorance et l'oppression, et non la science, la technologie et l'industrie dont les instruments, lorsqu'ils sont adéquatement gérés, deviennent les outils indispensables à un futur façonné par l'Humanité, par elle-même et pour elle-même, lui permettant ainsi de surmonter les problèmes majeurs tels que la surpopulation, la famine et les maladies répandues à travers le monde. »

Selon l'historien François Jarrige, l'appel, « opération de communication commanditée au départ par le lobby des industriels de l'amiante », « identifie la science et le progrès à l'intérêt de l'industrie et de ses technologies ». Citant Les Marchands de doute de Naomi Oreskes et Erik M. Conway, François Jarrige inscrit l'appel dans le contexte de méfiance, à la fin des années 1980, d'un certain nombre de scientifiques, industriels et politiques américains à l'égard des mouvements écologistes, qu'ils perçoivent comme des obscurantistes menaçant la liberté et le progrès technique.

## Critiques
Un mémo de Philip Morris de mars 1993 attribue l'initiative de l'appel à l'industrie de l'amiante, rejointe plus tard par celle du tabac ; selon ce mémo, la coalition de scientifiques est devenue ensuite un large mouvement indépendant en moins d'un an,,.
Le cabinet de conseil « Communications économiques et sociales » (CES), « qui organise et supervise, en France, le lobbying des industriels de l'amiante entre 1982 et 1996 », reconnaît être à l'origine de cet appel, mais nie avoir été mandaté pour cela par des industries ou entreprises et affirme qu'il s'est agi d'une initiative bénévole après des contacts avec l'Académie des sciences. À la suite de cet appel, le CES crée le « Centre international pour une écologie scientifique » en 1992. Cette association est dirigée par Michel Salomon, « principal animateur de l'appel d'Heidelberg ».
La plupart des signataires ont adhéré à l'appel d'Heidelberg « en conscience », sans connaître les liens des initiateurs du texte avec l'industrie de l'amiante,,,. En 2002, plusieurs des signataires de l'appel d'Heidelberg affirment au journal Libération qu'ils ne renient pas le texte signé dix ans plus tôt, même si certains d'entre eux y apporteraient des nuances. Au contraire, Erwin Neher, prix Nobel de physiologie ou médecine, estime avoir été « dupé » par ce qu'il considère comme une « manipulation » et une « tromperie ».